# Zelig (programma televisivo)
Zelig è un programma televisivo italiano di genere comico, in onda su Italia 1 dal 1996 al 2003 e su Canale 5 dal 2003 al 2016, dal 2021 al 2023 e dal 2025. Lo show, prodotto da Bananas srl, Mediaset e Einstein Multimedia, deriva il suo nome dal fatto che in origine veniva trasmesso dall'omonimo locale milanese di cabaret sito al civico 140 di viale Monza a Milano, il quale a sua volta trae la sua denominazione dal noto film di Woody Allen del 1983.

## Storia
Il cabaret dello Zelig ha fatto il suo debutto in televisione il 29 ottobre 1996 su Italia 1 in seconda serata, con lo speciale Zelig, 10 anni di cabaret, che celebra il decennale dall'apertura del locale. Dopo questo speciale, dal 5 maggio 1997 parte la trasmissione vera e propria con il titolo Zelig - Facciamo cabaret, con Claudio Bisio e Antonella Elia, scritto da Marco Posani con la collaborazione di Giancarlo Bozzo. Il programma va in onda per varie edizioni nella tipica collocazione oraria della seconda serata del lunedì, sotto la guida di diversi conduttori, tra i quali si fanno notare Laura Freddi, Simona Ventura e Massimo Boldi. Alle prime edizioni hanno partecipato comici del calibro di Luciana Littizzetto, i Fichi d'India, Lella Costa, Enrico Bertolino, Leone Di Lernia, i Gemelli Ruggeri.
Dal 31 marzo 2000, con il ritorno alla conduzione di Claudio Bisio, il titolo del programma è stato cambiato nel più semplice Zelig e ha riscosso un successo più ampio, grazie anche alla presenza di Michelle Hunziker. La conduzione è rimasta quindi invariata fino al 2003 e in questi anni si sono fatti notare comici quali Ficarra e Picone, Ale e Franz con i loro personaggi noir, Max Pisu, Sergio Sgrilli con le sue parodie musicali, Fabrizio Fontana nei panni di James Tont, i Pali e Dispari, Le Tutine e Gabriele Cirilli nei panni di Kruska.
Il salto di qualità avviene all'inizio del 2003. Il programma è passato in prima serata (era già avvenuto nelle edizioni di Simona Ventura ma con successo moderato, e nel Natale del 2002) con il nuovo titolo di Zelig Circus, ancora una volta su Italia 1, e riscuote un enorme successo (anche contro il Festival di Sanremo) che porterà il programma su Canale 5 a maggio per festeggiare le cento puntate. Inoltre, per la prima volta lo show ha lasciato il locale milanese e, dopo uno speciale natalizio al Teatro Savoia di Campobasso, ha traslocato in un tendone circense (situato a Sesto San Giovanni) per sottolineare la nuova impostazione del programma.
Dalla stagione successiva (primi mesi del 2004), il programma è passato definitivamente su Canale 5, ottenendo risultati eccellenti nella prima serata del venerdì. Michelle Hunziker viene sostituita da Vanessa Incontrada. In questa edizione hanno molto risalto Anna Maria Barbera nei panni di Sconsolata e Flavio Oreglio con le sue "poesie catartiche". Da questo momento il programma si è "sdoppiato" andando in onda anche in seconda serata con il titolo Zelig Off, condotto da Giorgia Surina prima su Italia 1, poi anch'esso su Canale 5, nel quale hanno la possibilità di esibirsi comici emergenti o alle prime esperienze.
Il programma è andato in onda in prima serata con gran successo anche nel 2005 (tra i comici figuravano anche Cochi e Renato) e nel 2006, con i relativi tour estivi per l'Italia. Nel 2007 si è deciso di far prendere una pausa al programma, sempre campione di ascolti, programmandolo per l'autunno successivo; si cambia locale, passando al teatro degli Arcimboldi, e nome (ridiventa semplicemente Zelig). In primavera invece è tornato Zelig Off, che ha rivelato tra gli altri Niba, Gigi e Ross, Ciciri e tria, Giancarlo Kalabrugovic, con la conduzione di Teresa Mannino e Federico Basso; dello spettacolo sono state realizzate anche quattro puntate esterne a Ercolano e Sorrento. L'11 e il 18 gennaio 2008 sono andate in onda due puntate speciali (intitolate ArciZelig). 
Zelig tornò in onda, per la dodicesima edizione, lunedì 29 settembre 2008 su Canale 5, sempre con la conduzione di Claudio Bisio e Vanessa Incontrada.
Nel gennaio del 2009 è tornato ArciZelig per quattro venerdì. Il 3 gennaio 2009 Bananas e La Gazzetta dello Sport hanno lanciato in edicola la collana Gazzelig: la prima uscita, Checco Zalone e i Mitili ignoti Live Tour, ha venduto 135 000 copie. In estate sono andate in onda sei puntate di ZigZelig con il meglio di tutte le edizioni di Zelig dal 2003 al 2009. Nel dicembre 2009 è partita la nuova edizione di Zelig Off con una puntata ogni domenica ed ogni mercoledì (incluse due puntate speciali il 24 e il 31 dicembre in occasione delle feste natalizie).
La tredicesima edizione è andata in onda su Canale 5 dal 19 gennaio al 30 marzo 2010 per dieci puntate di martedì sempre con la conduzione di Claudio Bisio e Vanessa Incontrada. È stata l'ultima edizione condotta da Vanessa Incontrada: pochi mesi dopo l'ultima puntata, infatti, è stato comunicato che la presentatrice ha lasciato il programma per dedicarsi a nuovi progetti professionali. Negli anni seguenti, i giornali riporteranno e alimenteranno svariate polemiche tra la Incontrada e gli autori del programma: l'attrice e conduttrice accusa di maschilismo e scarsa solidarietà gli autori e i colleghi, i quali replicano smentendo e negando tali accuse.
La quattordicesima edizione è andata in onda su Canale 5 dal 14 gennaio al 1º aprile 2011 per undici puntate con la conduzione di Claudio Bisio e Paola Cortellesi (subentrata al posto di Vanessa Incontrada).
La quindicesima edizione è andata in onda su Canale 5 dal 13 gennaio al 4 maggio 2012 per quindici puntate con la conduzione di Claudio Bisio e Paola Cortellesi. Il 20 gennaio è andata in onda una serata speciale in occasione della centesima puntata trasmessa da Canale 5. In quell'anno Zelig Off è andato in onda anche su Italia 2.
Il 6 giugno 2012 Claudio Bisio e Paola Cortellesi hanno annunciato di lasciare Zelig: Bisio per prendersi una pausa, mentre la Cortellesi per dedicarsi a nuove esperienze.
Il 23 dicembre 2012, gli autori storici di Zelig Gino e Michele hanno pubblicato su Twitter le prime foto del nuovo tendone che ospita la nuova edizione di Zelig, che è tornato a chiamarsi Zelig Circus e trasmesso su Canale 5 dal 14 gennaio 2013. La struttura si chiama Pala 3, si trova in piazzale Cuoco a Milano e ha accolto ogni settimana tanti comici capitanati, quest'anno, da Teresa Mannino e dal Mago Forest, ma il successo riscosso non è più quello delle precedenti edizioni.
Nell'estate 2013 è andato in onda martedì sera alle 21:10 in prima serata su Canale 5 Zelig Anthology, che riproponeva tutte le migliori gag dagli esordi alle edizioni più recenti. Nell'inverno 2013-2014 il programma è tornato in onda su Italia 1 con il titolo Zelig 1, un'edizione ibrida tra Zelig e Zelig Off, condotto da Katia Follesa, Elisabetta Canalis e Davide Paniate. Questa edizione è stata girata come l'Off nello storico locale di viale Monza ma, a differenza di questo, è andata in onda in prima serata e alternava alcuni comici esordienti ad altri già apparsi in edizioni precedenti e alcuni veterani come Federico Basso, Antonio D'Ausilio e Massimo Bagnato.
In occasione dei diciotto anni dal suo debutto, il programma è tornato in onda con la diciassettesima edizione su Canale 5 dal 9 ottobre all'11 dicembre 2014 per dieci puntate. Questa edizione è stata registrata al tendone Linear4ciak di viale Puglie in Milano e ogni puntata è stata condotta da una diversa coppia di VIP.
Il programma è tornato dal 1º dicembre 2016 con il titolo Zelig Event, per quattro puntate condotte da Michelle Hunziker e Christian De Sica presso la "Zelig Arena" di via Crescenzago. Al termine dell'edizione, gli autori e ideatori del format, Gino e Michele e Giancarlo Bozzo, hanno annunciato che in futuro il programma non sarebbe più andato in onda sulle reti Mediaset.
Dal 25 febbraio 2018 sono cominciate le trasmissioni del canale tematico Zelig TV, in onda prima sul canale 243 e successivamente sul canale 63 del digitale terrestre; il canale ha cessato le trasmissioni il 31 ottobre 2020.
Dal 19 ottobre al 4 novembre 2020 Zelig è andato in onda su Comedy Central con il titolo di Zelig C-LAB con la conduzione di Federico Basso e Davide Paniate.
Nel 2021, in occasione del venticinquennale dallo show, Zelig è stato reinserito nel palinsesto Mediaset con la diciannovesima edizione per inizialmente tre puntate speciali, che successivamente sono diventate quattro in seguito agli alti ascolti, andate in onda su Canale 5 di giovedì dal 18 novembre al 9 dicembre 2021 presso il teatro degli Arcimboldi con la conduzione di Claudio Bisio e Vanessa Incontrada. L'edizione è stata poi replicata nell'estate 2022 dal 4 luglio al 25 luglio.
La ventesima edizione è andata in onda su Canale 5 dal 9 al 23 novembre 2022 per tre puntate di mercoledì (ad eccezione della seconda puntata, trasmessa di giovedì) seguite il 30 novembre da una puntata speciale dal titolo Zelig - Svisti e mai visti, sempre con la conduzione di Claudio Bisio e Vanessa Incontrada. L'edizione è stata poi replicata nell'estate 2023 dal 25 maggio all'8 giugno, seguite da quelle dell'edizione precedente dal 22 giugno al 6 luglio.
Dal 30 novembre 2022 il marchio Zelig è entrato a far parte del Gruppo Mediaset.
La ventunesima edizione è andata in onda su Canale 5 dal 23 novembre al 7 dicembre 2023 per tre puntate di giovedì seguite il 14 dicembre da una puntata speciale dal titolo Zelig - Il meglio di..., sempre con la conduzione di Claudio Bisio e Vanessa Incontrada. L'edizione è stata poi replicata nell'estate 2024 dal 12 al 26 agosto.
A settembre 2024 è stata annunciata la ventiduesima edizione dello show, che si è svolta nello storico Teatro degli Arcimboldi il 26, il 27, il 30, il 31 ottobre e il 3 novembre 2024 ed è stata trasmessa su Canale 5 dal 15 al 29 gennaio 2025 per tre puntate di mercoledì seguite il 7 febbraio da una puntata speciale dal titolo Zelig - Il meglio di..., sempre con la conduzione di Claudio Bisio e Vanessa Incontrada.

## Edizioni

### Zelig
| Edizione | Anno      | Rete televisiva | Rete televisiva | Titolo del programma       | Conduzione                  | Conduzione                  | Periodo           | Periodo          | Puntate   | Puntate  | Studio                               |
| Edizione | Anno      | Rete televisiva | Rete televisiva | Titolo del programma       | Conduzione                  | Conduzione                  | Inizio            | Fine             | Classiche | Speciali | Studio                               |
| -------- | --------- | --------------- | --------------- | -------------------------- | --------------------------- | --------------------------- | ----------------- | ---------------- | --------- | -------- | ------------------------------------ |
| Pilota   | 1996      | Italia 1        | Italia 1        | Zelig - 10 anni di cabaret | Giancarlo Bozzo             | Gialappa's Band             | 29 ottobre 1996   | 29 ottobre 1996  | 1         | –        | Zelig, Milano                        |
| 1ª       | 1997      | Italia 1        | Italia 1        | Zelig - Facciamo cabaret   | Claudio Bisio               | Antonella Elia              | 5 maggio 1997     | 28 luglio 1997   | 10        | 2        | Zelig, Milano                        |
| 2ª       | 1998      | Italia 1        | Italia 1        | Zelig - Facciamo cabaret   | Simona Ventura              | Non presente                | 27 aprile 1998    | 22 giugno 1998   | 9         | –        | Zelig, Milano                        |
| 3ª       | 1999      | Italia 1        | Italia 1        | Zelig - Facciamo cabaret   | Simona Ventura              | Massimo Boldi               | 11 maggio 1999    | 15 giugno 1999   | 6         | –        | Zelig, Milano                        |
| 4ª       | 2000      | Italia 1        | Italia 1        | Zelig                      | Claudio Bisio               | Ellen Hidding               | 30 marzo 2000     | 8 giugno 2000    | 11        | –        | Zelig, Milano                        |
| 5ª       | 2000-2001 | Italia 1        | Italia 1        | Zelig                      | Claudio Bisio               | Michelle Hunziker           | 9 ottobre 2000    | 23 aprile 2001   | 26        | –        | Zelig, Milano                        |
| 6ª       | 2002      | Italia 1        | Italia 1        | Zelig                      | Claudio Bisio               | Michelle Hunziker           | 7 gennaio 2002    | 2 maggio 2002    | 21        | 1        | Zelig, Milano                        |
| 7ª       | 2003      | Italia 1        | Canale 5        | Zelig Circus               | Claudio Bisio               | Michelle Hunziker           | 21 gennaio 2003   | 5 giugno 2003    | 12        | –        | Tendone circense, Sesto San Giovanni |
| 8ª       | 2004      | Canale 5        | Canale 5        | Zelig Circus               | Claudio Bisio               | Vanessa Incontrada          | 20 febbraio 2004  | 14 maggio 2004   | 13        | 2        | Tendone circense, Sesto San Giovanni |
| 9ª       | 2005      | Canale 5        | Canale 5        | Zelig Circus               | Claudio Bisio               | Vanessa Incontrada          | 4 febbraio 2005   | 29 aprile 2005   | 11        | 3        | Tendone circense, Sesto San Giovanni |
| 10ª      | 2006      | Canale 5        | Canale 5        | Zelig Circus               | Claudio Bisio               | Vanessa Incontrada          | 27 gennaio 2006   | 7 aprile 2006    | 11        | 3        | Tendone circense, Sesto San Giovanni |
| 11ª      | 2007      | Canale 5        | Canale 5        | Zelig                      | Claudio Bisio               | Vanessa Incontrada          | 28 settembre 2007 | 7 dicembre 2007  | 11        | –        | Teatro degli Arcimboldi, Milano      |
| Speciale | 2008      | Canale 5        | Canale 5        | ArciZelig                  | Claudio Bisio               | Vanessa Incontrada          | 11 gennaio 2008   | 18 gennaio 2008  | –         | 2        | Teatro degli Arcimboldi, Milano      |
| 12ª      | 2008      | Canale 5        | Canale 5        | Zelig                      | Claudio Bisio               | Vanessa Incontrada          | 29 settembre 2008 | 8 dicembre 2008  | 11        | –        | Teatro degli Arcimboldi, Milano      |
| Speciale | 2009      | Canale 5        | Canale 5        | ArciZelig                  | Claudio Bisio               | Vanessa Incontrada          | 9 gennaio 2009    | 30 gennaio 2009  | –         | 4        | Teatro degli Arcimboldi, Milano      |
| Estate   | 2009      | Canale 5        | Canale 5        | ZigZelig                   | Claudio Bisio               | Vanessa Incontrada          | 11 giugno 2009    | 23 luglio 2009   | 6         | –        | Tendone circense, Sesto San Giovanni |
| 13ª      | 2010      | Canale 5        | Canale 5        | Zelig                      | Claudio Bisio               | Vanessa Incontrada          | 19 gennaio 2010   | 30 marzo 2010    | 10        | 2        | Teatro degli Arcimboldi, Milano      |
| 14ª      | 2011      | Canale 5        | Canale 5        | Zelig                      | Claudio Bisio               | Paola Cortellesi            | 14 gennaio 2011   | 1º aprile 2011   | 11        | 4        | Teatro degli Arcimboldi, Milano      |
| 15ª      | 2012      | Canale 5        | Canale 5        | Zelig                      | Claudio Bisio               | Paola Cortellesi            | 13 gennaio 2012   | 4 maggio 2012    | 15        | –        | Teatro degli Arcimboldi, Milano      |
| 16ª      | 2013      | Canale 5        | Canale 5        | Zelig Circus               | Mago Forest                 | Teresa Mannino              | 14 gennaio 2013   | 1º aprile 2013   | 10        | –        | Pala 3, Milano                       |
| 17ª      | 2014      | Canale 5        | Canale 5        | Zelig                      | Vari conduttori a rotazione | Vari conduttori a rotazione | 9 ottobre 2014    | 11 dicembre 2014 | 10        | –        | Linear4 Ciak, Milano                 |
| 18ª      | 2016      | Canale 5        | Canale 5        | Zelig Event                | Christian De Sica           | Michelle Hunziker           | 1º dicembre 2016  | 22 dicembre 2016 | 4         | –        | Linear4 Ciak, Milano                 |
| 19ª      | 2021      | Canale 5        | Canale 5        | Zelig                      | Claudio Bisio               | Vanessa Incontrada          | 18 novembre 2021  | 9 dicembre 2021  | 4         | –        | Teatro degli Arcimboldi, Milano      |
| 20ª      | 2022      | Canale 5        | Canale 5        | Zelig                      | Claudio Bisio               | Vanessa Incontrada          | 9 novembre 2022   | 23 novembre 2022 | 3         | 1        | Teatro degli Arcimboldi, Milano      |
| 21ª      | 2023      | Canale 5        | Canale 5        | Zelig                      | Claudio Bisio               | Vanessa Incontrada          | 23 novembre 2023  | 7 dicembre 2023  | 3         | 1        | Teatro degli Arcimboldi, Milano      |
| 22ª      | 2025      | Canale 5        | Canale 5        | Zelig                      | Claudio Bisio               | Vanessa Incontrada          | 15 gennaio 2025   | 29 gennaio 2025  | 3         | 1        | Teatro degli Arcimboldi, Milano      |

### Spin-off
| Edizione | Anno      | Rete televisiva | Titolo del programma | Conduzione     | Conduzione         | Conduzione           | Periodo           | Periodo          | Puntate   | Puntate  | Studio        |
| Edizione | Anno      | Rete televisiva | Titolo del programma | Conduzione     | Conduzione         | Conduzione           | Inizio            | Fine             | Classiche | Speciali | Studio        |
| -------- | --------- | --------------- | -------------------- | -------------- | ------------------ | -------------------- | ----------------- | ---------------- | --------- | -------- | ------------- |
| 1ª       | 2003      | Italia 1        | Zelig Off            | Claudio Bisio  | Michelle Hunziker  | Michelle Hunziker    | 7 aprile 2003     | 26 maggio 2003   | 8         | –        | Zelig, Milano |
| 2ª       | 2004      | Canale 5        | Zelig Off            | Claudio Bisio  | Giorgia Surina     | Vari comici di Zelig | 5 ottobre 2004    | 7 dicembre 2004  | 10        | –        | Zelig, Milano |
| 3ª       | 2005      | Canale 5        | Zelig Off            | Raul Cremona   | Giorgia Surina     | Non presente         | 27 settembre 2005 | 20 dicembre 2005 | 13        | –        | Zelig, Milano |
| 4ª       | 2007      | Canale 5        | Zelig Off            | Federico Basso | Teresa Mannino     | Teresa Mannino       | 23 gennaio 2007   | 10 aprile 2007   | 12        | –        | Zelig, Milano |
| 5ª       | 2008      | Canale 5        | Zelig Off            | Federico Basso | Teresa Mannino     | Teresa Mannino       | 29 aprile 2008    | 24 giugno 2008   | 9         | –        | Zelig, Milano |
| 6ª       | 2009      | Canale 5        | Zelig Off            | Federico Basso | Teresa Mannino     | Teresa Mannino       | 31 maggio 2009    | 9 agosto 2009    | 10        | –        | Zelig, Milano |
| 7ª       | 2009-2010 | Canale 5        | Zelig Off            | Federico Basso | Teresa Mannino     | Teresa Mannino       | 13 dicembre 2009  | 7 gennaio 2010   | 8         | 2        | Zelig, Milano |
| 8ª       | 2010      | Italia 1        | Zelig Off            | Federico Basso | Teresa Mannino     | Teresa Mannino       | 22 settembre 2010 | 24 novembre 2010 | 10        | –        | Zelig, Milano |
| 9ª       | 2011      | Italia 1        | Zelig Off            | Federico Basso | Teresa Mannino     | Teresa Mannino       | 30 ottobre 2011   | 25 dicembre 2011 | 9         | –        | Zelig, Milano |
| 10ª      | 2012      | Italia 1        | Zelig Off            | Katia Follesa  | Davide Paniate     | Non presente         | 17 settembre 2012 | 4 novembre 2012  | 8         | –        | Zelig, Milano |
| 11ª      | 2013-2014 | Italia 1        | Zelig 1              | Katia Follesa  | Davide Paniate     | Elisabetta Canalis   | 18 dicembre 2013  | 27 gennaio 2014  | 7         | –        | Zelig, Milano |
| 12ª      | 2018      | Zelig TV        | Zelig Time           | Federico Basso | Davide Paniate     | Non presente         | 26 febbraio 2018  | 9 luglio 2018    | 20        | –        | Zelig, Milano |
| 13ª      | 2018-2019 | Zelig TV        | Zelig Time           | Federico Basso | Davide Paniate     | Non presente         | 19 novembre 2018  | 17 giugno 2019   | 26        | 2        | Zelig, Milano |
| 14ª      | 2019      | Zelig TV        | Zelig Time           | Federico Basso | Davide Paniate     | Non presente         | 24 giugno 2019    | 26 agosto 2019   | 10        | –        | Zelig, Milano |
| 15ª      | 2020      | Natlive         | Zelig Covid Edition  | Claudio Bisio  | Vanessa Incontrada | Vanessa Incontrada   | 30 maggio 2020    | 30 maggio 2020   | 1         | –        | Zelig, Milano |
| 16ª      | 2020      | Comedy Central  | Zelig C-LAB          | Federico Basso | Davide Paniate     | Davide Paniate       | 19 ottobre 2020   | 4 novembre 2020  | 10        | –        | Zelig, Milano |
| 17ª      | 2024      | Italia 1        | Zelig Lab            | Non presente   | Davide Paniate     | Davide Paniate       | 31 maggio 2024    | 30 luglio 2024   | 20        | –        | Zelig, Milano |

## Audience

### Zelig
| Edizione | Rete televisiva | Rete televisiva | Anno      | Stagione          | Programmazione | Programmazione | Programmazione | Programmazione | Programmazione | Programmazione | Programmazione | Collocazione   | Media auditel  | Media auditel | Premiere       | Premiere | Finale         | Finale | Il meglio      | Il meglio |
| Edizione | Rete televisiva | Rete televisiva | Anno      | Stagione          | L              | M              | M              | G              | V              | S              | D              | Collocazione   | Telespettatori | Share         | Telespettatori | Share    | Telespettatori | Share  | Telespettatori | Share     |
| -------- | --------------- | --------------- | --------- | ----------------- | -------------- | -------------- | -------------- | -------------- | -------------- | -------------- | -------------- | -------------- | -------------- | ------------- | -------------- | -------- | -------------- | ------ | -------------- | --------- |
| Pilota   | Italia 1        | Italia 1        | 1996      | autunno           |                |                |                |                |                |                |                | Seconda serata | –              | –             | –              | –        | –              | –      | –              | –         |
| 1ª       | Italia 1        | Italia 1        | 1997      | primavera-estate  |                |                |                |                |                |                |                | Seconda serata | –              | –             | –              | –        | –              | –      | –              | –         |
| 2ª       | Italia 1        | Italia 1        | 1998      | primavera-estate  |                |                |                |                |                |                |                | Seconda serata | –              | –             | –              | –        | –              | –      | –              | –         |
| 3ª       | Italia 1        | Italia 1        | 1999      | primavera         |                |                | Prima serata   |                |                |                |                |                | –              | –             | –              | –        | –              | –      | –              | –         |
| 4ª       | Italia 1        | Italia 1        | 2000      | primavera         |                |                | Seconda serata |                |                |                |                |                | –              | –             | –              | –        | –              | –      | –              | –         |
| 5ª       | Italia 1        | Italia 1        | 2000-2001 | autunno-primavera |                |                | Seconda serata |                |                |                |                |                | –              | –             | –              | –        | –              | –      | –              | –         |
| 6ª       | Italia 1        | Italia 1        | 2002      | inverno-primavera |                |                | Seconda serata |                |                |                |                |                | –              | –             | –              | –        | –              | –      | –              | –         |
| 7ª       | Italia 1        | Canale 5        | 2003      | inverno-primavera |                |                |                |                | Prima serata   |                |                |                | –              | –             | –              | –        | –              | –      | –              | –         |
| 8ª       | Canale 5        | Canale 5        | 2004      | inverno-primavera |                |                |                |                | Prima serata   |                |                |                | –              | –             | –              | –        | –              | –      | –              | –         |
| 9ª       | Canale 5        | Canale 5        | 2005      | inverno-primavera | 8 477 000      | 34,14%         | 10 052 000     | 39,19%         | Prima serata   | 7 177 000      | 30,23%         | 5 857 000      | 25,60%         |               |                |          |                |        |                |           |
| 10ª      | Canale 5        | Canale 5        | 2006      | inverno-primavera | 6 531 000      | 27,21%         | 8 081 000      | 32,23%         | Prima serata   | 7 223 000      | 30,03%         | 4 792 000      | 22,85%         |               |                |          |                |        |                |           |
| 11ª      | Canale 5        | Canale 5        | 2007      | autunno           | 6 141 000      | 26,94%         | 5 699 000      | 25,90%         | Prima serata   | 6 382 000      | 30,38%         | 5 996 000      | 26,71%         |               |                |          |                |        |                |           |
| Speciale | Canale 5        | Canale 5        | 2008      | inverno           | 6 397 000      | 27,04%         | 6 565 000      | 26,97%         | Prima serata   | 6 229 000      | 27,10%         | –              | –              |               |                |          |                |        |                |           |
| 12ª      | Canale 5        | Canale 5        | 2008      | autunno           |                |                | 6 386 000      | 27,42%         | Prima serata   | 6 089 000      | 25,19%         | 8 579 000      | 32,59%         | 5 145 000     | 24,14%         |          |                |        |                |           |
| Speciale | Canale 5        | Canale 5        | 2009      | inverno           |                |                | 7 292 000      | 27,18%         | Prima serata   | 6 927 000      | 25,88%         | 7 448 000      | 27,93%         | –             | –              |          |                |        |                |           |
| Estate   | Canale 5        | Canale 5        | 2009      | primavera-estate  |                |                | 3 839 000      | 20,30%         | Prima serata   | 4 334 000      | 20,82%         | 3 240 000      | 19,49%         | –             | –              |          |                |        |                |           |
| 13ª      | Canale 5        | Canale 5        | 2010      | inverno-primavera |                |                | 6 055 000      | 24,19%         | Prima serata   | 6 496 000      | 27,61%         | 5 712 000      | 23,55%         | 3 636 000     | 15,09%         |          |                |        |                |           |
| 14ª      | Canale 5        | Canale 5        | 2011      | inverno-primavera |                |                | 5 753 000      | 22,74%         | Prima serata   | 6 567 000      | 26,70%         | 6 271 000      | 24,59%         | 3 300 000     | 13,32%         |          |                |        |                |           |
| 15ª      | Canale 5        | Canale 5        | 2012      | inverno-primavera | 4 931 000      | 19,80%         | 5 561 000      | 21,50%         | Prima serata   | 4 593 000      | 19,37%         | –              | –              |               |                |          |                |        |                |           |
| 16ª      | Canale 5        | Canale 5        | 2013      | inverno-primavera |                |                | 4 010 000      | 15,00%         | Prima serata   | 4 727 000      | 17,06%         | –              | –              | 3 683 000     | 14,74%         |          |                |        |                |           |
| 17ª      | Canale 5        | Canale 5        | 2014      | autunno           |                |                | 3 529 000      | 14,55%         | Prima serata   | 3 492 000      | 14,19%         | –              | –              | 3 806 000     | 16,04%         |          |                |        |                |           |
| 18ª      | Canale 5        | Canale 5        | 2016      | autunno-inverno   |                | 3 115 000      | 14,52%         | 3 671 000      | Prima serata   | 16,80%         | 2 641 000      | –              | –              | 12,30%        |                |          |                |        |                |           |
| 19ª      | Canale 5        | Canale 5        | 2021      | autunno           |                | 3 628 000      | 20,29%         | 4 052 000      | Prima serata   | 22,25%         | 3 172 000      | –              | –              | 17,92%        |                |          |                |        |                |           |
| 20ª      | Canale 5        | Canale 5        | 2022      | autunno           |                | 2 651 000      | 19,88%         | 2 656 000      | Prima serata   | 20,56%         | 2 669 000      | 19,26%         | 2 361 000      | 16,60%        |                |          |                |        |                |           |
| 21ª      | Canale 5        | Canale 5        | 2023      | autunno           |                | 2 574 000      | 16,84%         | 2 865 000      | Prima serata   | 18,22%         | 2 560 000      | 17,35%         | 1 863 000      | 12,67%        |                |          |                |        |                |           |
| 22ª      | Canale 5        | Canale 5        | 2025      | inverno           |                |                | 2 460 000      | 16,29%         | Prima serata   | 2 920 000      | 19,32%         | 1 995 000      | 13,50%         | 1 458 000     | 10,19%         |          |                |        |                |           |

### Spin-off
| Edizione | Rete televisiva | Anno      | Stagione          | Programmazione | Programmazione | Programmazione | Programmazione | Programmazione | Programmazione | Programmazione | Collocazione   | Collocazione   | Media auditel  | Media auditel | Premiere       | Premiere | Finale         | Finale |
| Edizione | Rete televisiva | Anno      | Stagione          | L              | M              | M              | G              | V              | S              | D              | Collocazione   | Collocazione   | Telespettatori | Share         | Telespettatori | Share    | Telespettatori | Share  |
| -------- | --------------- | --------- | ----------------- | -------------- | -------------- | -------------- | -------------- | -------------- | -------------- | -------------- | -------------- | -------------- | -------------- | ------------- | -------------- | -------- | -------------- | ------ |
| 1ª       | Italia 1        | 2003      | primavera         |                |                |                |                |                |                |                | Seconda serata | Seconda serata | –              | –             | –              | –        | –              | –      |
| 2ª       | Canale 5        | 2004      | autunno           |                |                |                |                |                |                |                | Seconda serata | Seconda serata | –              | –             | –              | –        | –              | –      |
| 3ª       | Canale 5        | 2005      | autunno           |                |                |                |                |                |                |                | Seconda serata | Seconda serata | –              | –             | –              | –        | –              | –      |
| 4ª       | Canale 5        | 2007      | inverno-primavera |                |                |                |                |                |                |                | Seconda serata | Seconda serata | –              | –             | –              | –        | –              | –      |
| 5ª       | Canale 5        | 2008      | primavera-estate  |                |                |                |                |                |                |                | Seconda serata | Seconda serata | –              | –             | –              | –        | –              | –      |
| 6ª       | Canale 5        | 2009      | primavera-estate  |                |                |                |                |                |                |                | Seconda serata | Seconda serata | –              | –             | –              | –        | –              | –      |
| 7ª       | Canale 5        | 2009-2010 | autunno-inverno   |                |                | 1 589 000      | 13,89%         | –              | 14,80%         | 1 434 000      | Seconda serata | Seconda serata | 11,99%         |               |                |          |                |        |
| 8ª       | Italia 1        | 2010      | autunno           |                |                | 929 000        | 11,74%         | 876 000        | 11,23%         | 736 000        | Seconda serata | Seconda serata | 10,73%         |               |                |          |                |        |
| 9ª       | Italia 1        | 2011      | autunno           |                |                | 1 655 000      | 7,61%          | 1 632 000      | 7,65%          | 1 977 000      | Seconda serata | Seconda serata | 9,39%          |               |                |          |                |        |
| 10ª      | Italia 1        | 2012      | autunno           |                |                | 876 000        | 8,31%          | 1 048 000      | 12,04%         | 815 000        | Seconda serata | Seconda serata | 5,82%          |               |                |          |                |        |
| 11ª      | Italia 1        | 2013-2014 | inverno           |                | Prima serata   | Prima serata   | 1 478 000      | 5,63%          | 1 546 000      | 6,07%          | 1 664 000      | 6,10%          |                |               |                |          |                |        |
| 12ª      | Zelig TV        | 2018      | inverno-estate    |                | Prima serata   | Prima serata   | –              | –              | –              | –              | –              | –              |                |               |                |          |                |        |
| 13ª      | Zelig TV        | 2018-2019 | autunno-primavera |                | Prima serata   | Prima serata   | –              | –              | –              | –              | –              | –              |                |               |                |          |                |        |
| 14ª      | Zelig TV        | 2019      | estate            |                | Prima serata   | Prima serata   | –              | –              | –              | –              | –              | –              |                |               |                |          |                |        |
| 15ª      | Natlive         | 2020      | primavera         |                |                | Day-time       | –              | –              | –              | –              | –              | –              | Prima serata   |               |                |          |                |        |
| 16ª      | Comedy Central  | 2020      | autunno           |                |                |                | –              | –              | –              | –              | –              | –              |                | Day-time      | Day-time       |          |                |        |
| 17ª      | Italia 1        | 2024      | primavera-estate  |                |                |                | Seconda serata | Seconda serata | 289 000        | 8,19%          | 202 000        | 8,30%          | 442 000        | 4,20%         |                |          |                |        |

## Cast

### Comici principali
- Federica Ferrero
- Max Pieriboni
- Carlo Amleto
- Roberto Lipari
- Enrico Bertolino
- Corinna Grandi
- PanPers
- I Senso d'Oppio
- Teo Teocoli
- Albertino
- Andrea Pucci
- Aldo, Giovanni e Giacomo
- Ale & Franz
- Vincenzo Albano
- Max Angioni
- Antonio e Michele
- Massimo Bagnato
- Natalino Balasso
- Ippolita Baldini
- Giancarlo Barbara
- Rocco Barbaro
- Simone Barbato
- Anna Maria Barbera
- Federico Basso
- Claudio Batta
- I Beoni
- Alessandro Betti
- Beppe Braida
- Enrico Brignano
- Giovanni Cacioppo
- Cristian Calabrese
- Davide Calgaro
- Pino Campagna
- Paolo Cevoli
- Gabriele Cirilli
- Cochi e Renato
- Antonio Cornacchione
- Raul Cremona
- Geppi Cucciari
- Antonio D'Ausilio
- Dado
- Gianluca De Angelis
- Marco Della Noce
- Alessandro Di Carlo
- Andrea Di Marco
- Gioele Dix
- Ficarra e Picone
- Fichi d'India
- Angela Finocchiaro
- Gaspare e Zuzzurro
- Katia Follesa e Valeria Graci
- Fabrizio Fontana
- Alessandro Fullin
- Pietro Galbo
- Giuseppe Giacobazzi
- Gigi e Ross
- Gene Gnocchi
- Peppe Iodice
- Giancarlo Kalabrugovic
- Maurizio Lastrico
- Letutine
- Mago Forest
- Leonardo Manera
- Teresa Mannino
- Marta e Gianluca
- Marco Marzocca
- Paolo Migone
- Franco Neri
- Niba
- Flavio Oreglio
- Antonio Ornano
- Chicco Paglionico
- Davide Paniate
- Diego Parassole
- Alberto Patrucco
- Claudia Penoni
- Andrea Perroni
- Ale Baldi
- Rubes Piccinelli
- Max Pisu
- Alessandro Politi
- Rosalia Porcaro
- Maria Pia Timo
- Gianmarco Pozzoli
- Nicola Savino
- Alessandro Serra
- Sergio Sgrilli
- Tressardi
- Giovanni Vernia
- Debora Villa
- Checco Zalone
- Alessandro Siani
- Marta e Gianluca
- Vincenzo Comunale
- Francesco Migliazza
- Andrea Paris
- Eddy Mirabella

### Autori
- Gerry Scotti
- Rocco Tanica
- Gino e Michele e Giancarlo Bozzo
- Federico Andreotti
- Furio Andreotti
- Federico Basso
- Claudio Bisio
- Paolo Borraccetti
- Antonio De Luca
- Jovanotti
- Marco Del Conte
- Massimo Dimunno
- Giovanna Donini
- Claudio Fois
- Bruno Furnari
- Teo Guadalupi
- Andrea Midena
- Gigi Saronni
- Alessio Tagliento
- Giovanni Tamborrino
- Rocco Tanica
- Fabrizio Testini
- Renato Trinca
- Carlo Turati
- Paolo Uzzi
- Lucio Wilson
- Fabio De Luigi
- Vincenzo Albano

## Riconoscimenti
- Premio regia televisiva
  - 2002: Premio come Top 10
  - 2005: Premio come Top 10
  - 2006: Premio come Top 10
  - 2009: Premio come Top 10
  - 2010: Premio come Top 10
  - 2011: Premio come Top 10
  - 2012: Premio come Top 10
- Telegatto
  - 2003 – Premio come Programma dell'anno
  - 2004: Premio come Miglior programma di satira e comicità
  - 2008: Candidatura come Programma dell'anno